# Chalitza-Schuh

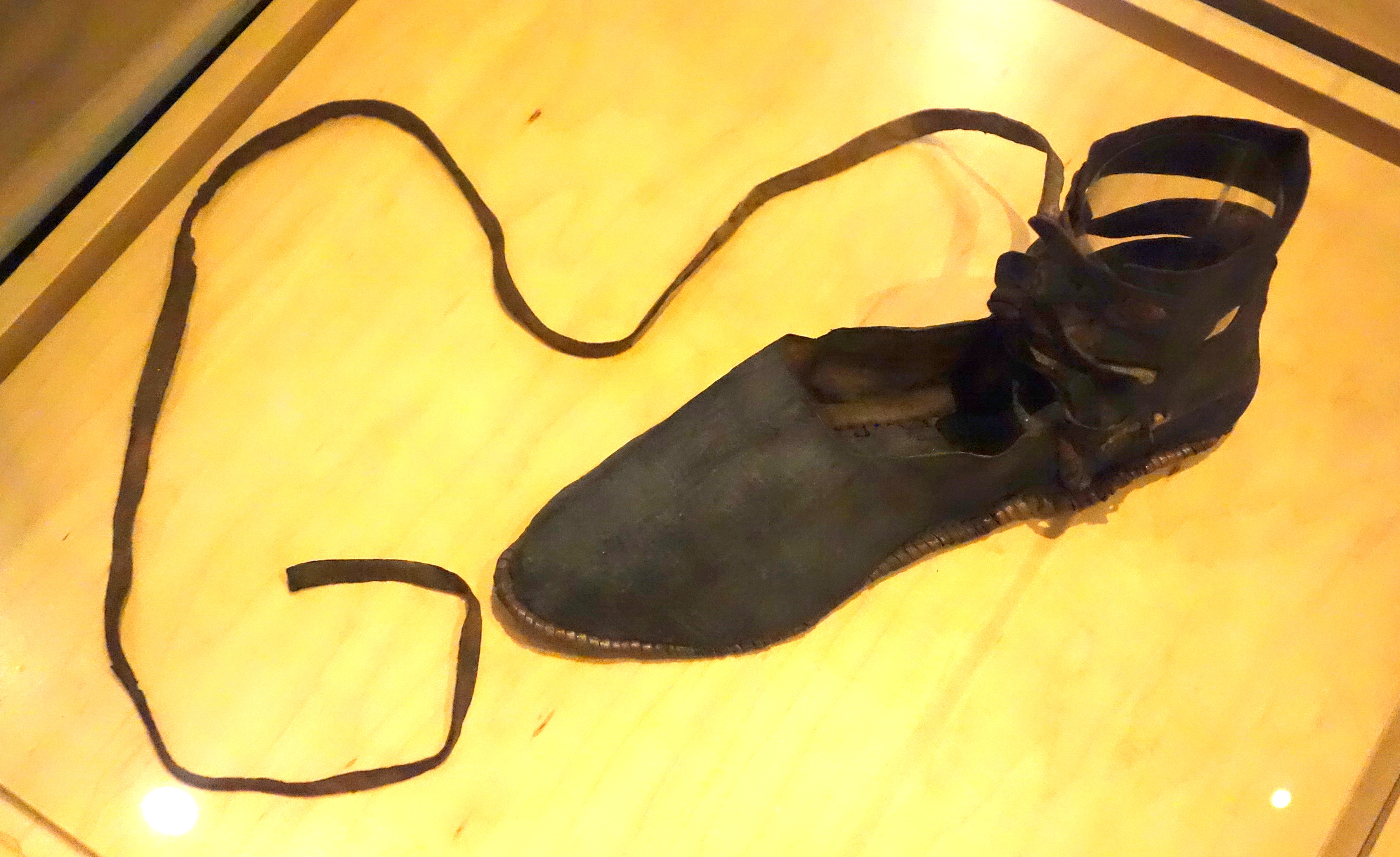
Chalitza-Schuh, 20. Jahrhundert (Bata Shoe Museum, Toronto, Ontario, Kanada)

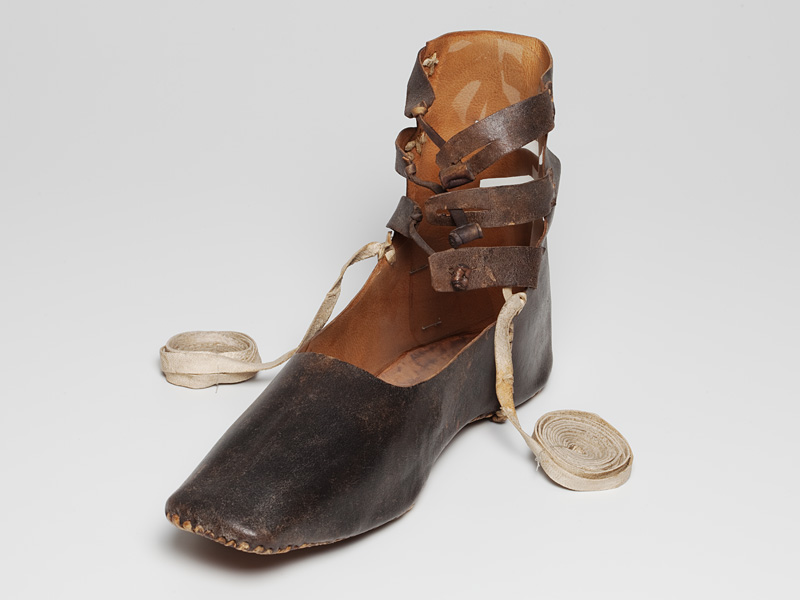
Chalitza-Schuh, 19. Jahrhundert, Jüdisches Museum der Schweiz.

Der Chalitza-Schuh ist eine Fußbekleidung, die für ein Ritual im jüdischen Eherecht verwendet wird. Dieses Ritual ist bis heute dafür erforderlich, dass eine kinderlose Witwe von der Familie ihres Mannes die Freigabe erhält, eine neue Ehe eingehen zu können.

## Entwicklung des Chalitza-Rituals
In der Tora (Dtn 25,5–10 ) gibt es das Ritual der Chalitza (hebräisch חליצה ḥaliẓah, deutsch ‚Schuhausziehen‘). Es hatte die Funktion, einen unmotivierten Mann dazu zu bringen, seine verwitwete und kinderlose Schwägerin zu heiraten und ihr damit eine anerkannte Stellung in einer patriarchalen und patrilinearen Gesellschaft zu sichern. Weigerte er sich, so sollte die Witwe vor Zeugen Folgendes tun: „ihm den Schuh vom Fuß ziehen, ihm ins Gesicht spucken und ausrufen: So behandelt man einen, der seinem Bruder das Haus nicht baut!“ (Dtn 25,9) Der Schuh ist hier ein Zeichen der Würde: Die Armen besaßen keine Schuhe. Das Ritual war für den Mann entehrend, mutete der Frau aber auch zu, eine typische Sklavenarbeit zu verrichten. Der Vorteil für die Frau wiederum bestand darin, dass das Ritual den perspektivlosen Zustand beendete, in dem sie sich seit dem Tod ihres Mannes befand: „Entzogen wird dem Schwager und seiner Familie das Recht auf die Witwe, sie ist von nun an frei zu heiraten, wen sie will.“
In der Spätantike galten das Eingehen der Schwagerehe und das Chalitza-Ritual als gleichwertige Optionen; die Rabbiner entfernten die Konnotation der Demütigung. Die Witwe spuckte den Schwager nicht mehr an, sondern spuckte in seine Richtung auf den Boden. Nun wurde auch festgelegt, wie der Schuh beschaffen sein musste, mit dem das Ritual vollzogen wurde: „Erteilt sie die Chalitza mit einem Schuh, ist ihre Chalitza gültig, mit einer Filzsocke, ist ihre Chalitza ungültig, mit einer Sandale, wenn ein Fersenstück daran ist, (ist sie) gültig, aber wenn kein Fersenstück daran ist, (ist sie) ungültig (wenn die Haltebänder der Sandalen) vom Knie an abwärts (festgemacht werden), ist ihre Chalitza gültig, vom Knie an aufwärts, ist ihre Chalitza ungültig.“ Im Alltag waren Sandalen die übliche Fußbekleidung, und der Talmud erwähnt, dass das Chalitza-Ritual normalerweise mit einer Sandale vollzogen wurde. Der zitierte Mischna-Text stellt sicher, dass Sandalen für diesen Zweck geeignet sind.
In aschkenasischen Gemeinden wurde die Schwagerehe schon im Mittelalter unüblich, so dass das Chalitza-Ritual alternativlos war. Die Reformbewegung schaffte die Zeremonie ab, da eine symbolische Bestrafung des Schwagers sinnlos sei, wenn er die Schwagerehe in einer monogamen Kultur nicht eingehen könne; außerdem sei das Ritual entwürdigend für die Frau. Das konservative Judentum vermeidet die Chalitza-Zeremonie ebenfalls, aber nicht durch ihre Abschaffung, sondern durch einen Passus im Ehevertrag (Ketubba). In sefardischen Gemeinden war die Schwagerehe im 20. Jahrhundert noch üblich, wurde aber 1950 vom sefardischen Oberrabbinat (Rischon leZion) in Israel verboten, um im Eherecht eine Gleichheit mit der aschkenasischen Praxis herzustellen.
In Israel, das keine Ziviltrauung kennt, sind pro Jahr etwa 20 bis 25 jüdische Frauen in der Situation, nach dem Tod ihres Mannes das Chalitza-Ritual mit ihrem Schwager zu vollziehen, das ihnen die Freiheit gibt, eine neue Ehe mit einem anderen Mann einzugehen. Es kommt vor, dass der Schwager sich weigert, daran teilzunehmen, wodurch eine Wiederverheiratung für die Frau unmöglich wird. Vor allem wird aber kritisiert, dass das Oberrabbinat Außenstehende als Zuschauer zu der Chalitza-Zeremonie einlädt.

## Beschaffenheit des Chalitza-Schuhs
Die Gemeinden bzw. der Ehegerichtshof (Beth Din) gingen anscheinend schon zur Zeit des Maimonides dazu über, einen Schuh für das Chalitza-Ritual bereitzustellen, der also nie im Alltag verwendet wurde. Maimonides definierte, dass der verwendete Schuh ein Schuh aus dem Leder eines reinen Tieres sein sollte, der ein Fersenstück hatte. Er durfte nicht mit Leinenfaden genäht sein. Der Chalitza-Schuh gleicht einem Schuh, wie er zur Zeit des Talmud (also im Frühmittelalter) alltagsüblich war, und hat Ähnlichkeit mit antiken römischen Schuhen. Im 19. Jahrhundert wurde der Chalitza-Schuh als Schuh aus Korduanleder beschrieben. Oberteil und Sohle waren mit einem weißen Lederriemen vernäht, und an jeder Seite des Schuhs waren Riemen angebracht, ebenfalls weiß und von ungleicher Länge. Der Schuh besaß außerdem drei breite Riemen mit Einschnitten auf der rechten und drei etwas schmalere Riemen mit Knöpfen auf der linken Seite. Beim Anziehen wurde der Schuh mit diesen drei Knöpfen am Fuß befestigt, sodann der lange weiße Riemen dreimal um die Wade geschlungen und mit dem kurzen weißen Riemen zu einer losen Schleife verknüpft, die dann beim Ritual gelöst wurde.